# Tunnel B1
Tunnel B1 est un jeu vidéo de tir à la première personne développé par NEON Software et édité par Ocean Software, sorti en 1996 sur DOS, Saturn et PlayStation.
Il est sorti au Japon sous le titre 3D Mission Shooting: Finalist.

## Accueil
- Famitsu : 26/40 (Sat)[1]
- PC Team : 88 % (PC)[2]